# Борохоро
Борохоро (на китайски: 博罗科努山; на казахски: Борохоро жотасы; на руски: Боро-Хоро) е най-северният планински хребет в Тяншан, разположен на територията на Китай (Синдзян-уйгурски автономен регион) и Казахстан (Алматинска област). Простира се от северозапад на югоизток на протежение около 250 km, между долината на река Или и десният ѝ приток Каш на юг и котловината на езерото Еби Нур на север. На северозапад се свързва със самостоятелния хребет Джунгарски Алатау, а югоизток – с хребета Ирен Хабирга (съставна част на Тяншан). Максимална височина 4370 m, (44°35′52″ с. ш. 80°19′17″ и. д. / 44.597778° с. ш. 80.321389° и. д.), издигаща се в северозападната му част, на казахстанска територия. Изграден е от докамбрийски и палеозойски кристалинни и метаморфни скали. Има силно разчленен и тесен гребен. В източната му част има около 50 малки ледника от алпийски тип. На северния му склон е разположено голамото езеро Сайрам Нур. От южните му склонове водят началото си реките Хоргос, Пиликчи, Джергалан и др., десни притоци на Или, а от северните склонове – реките Боротала, Кусимчек, Ашали, Сарозек, Цзинхе, Карасу, Епте и др. от басейна на езерото Еби Нур. До 1800 m н.в. преобладават планинските степи. От 1800 до 2000 m е развит ливадно-горски (тяншански смърч) пояс, а нагоре следват алпийски пасища и нивален пояс.